# Gaetano Ravanni
Gaetano Ravanni   (Brescia, 1744 - 1815) fou un cantant italià amb veu de contralt. Deixeble de Pinetti, demostrà aviat una excel·lent veu de contralt, i als quinze anys es presentà per primera vegada en una òpera posada en escena en la seva ciutat natal, interpretant un rol femení. Els èxits que assolí més tard a Parma, Venècia, Bolonya i Verona, motivaren que el 1764 fos contractat avantatjosament a Múnic. Els electors i el rei de Baviera atorgaren diverses a Ravanni, i l'emperador li concedí una pensió de jubilació, després de quaranta anys de serveis prestats a Baviera (1804).